# Naše radio (ruska radiopostaja)
"Naše radio" (rus. "На́ше ра́дио") - ruska radiopostaja, koja je započela s emitiranjem 14. listopada 1998. Jedan od investitora bio je Boris Abramovič Berezovskij, a pokretač i umjetnički rukovoditelj - Mihail Kozyrev. U ovom trenutku radiopostaja je dio holdinga "Muljtimedia Holding", zajedno s radiopostajama "Best FM", "RU.FM" i "Radio Ultra". "Naše radio" vodi tjednu top listu "Čartova djužina" i godišnji festival "NAŠEstvije".
Prije je radiopostajom upravljala kompanija "Logovaz News Corporation", koja je pripadala strukturama Borisa Berezovskog i američkoj transnacionalnoj korporaciji "News Corporation".
"Naše radio" se sluša u Rusiji, a također i u inozemstvu, emitiranjem programa putem Interneta.

## Povijest
U srpnju 1998. s radiopostaje "Radio Maximum" bio je otpušten njezin direktor programa Mihail Kozyrev koji se nalazio na toj dužnosti od 1994. Ubrzo nakon otpuštanja Boris Berezovskij mu je predložio da bude na čelu nove radiopostaje u holdingu "Logovaz News Corporation" koja bi emitirala rusku rock glazbu. Kozyrev je pristao i osnovao "Naše radio" koje je započelo s emitiranjem 14. listopada 1998.
"Naše radio" je jedna od vodećih ruskih radiopostaja. Njezino emitiranje je započelo 1998. pjesmom "V naših glazah" (rus. "В наших глазах") grupe Kino. Uslijedile su grupe Akvarium, DDT, Alisa, i mnogi drugi.
Godine 1999. radiopostaja se nalazila u velikoj "medijskoj grupi" Berezovskog koja službeno nije bila ujedinjena u takvu (po abecednom redu):
- novine: Kommersant (rus. Коммерсантъ), Moskovskaja komsomolka (rus. Московская комсомолка), Nezavisimaja gazeta (rus. Независимая газета), Novyje izvestija (rus. Новые известия), Svežij nomer (rus. Свежий номер),
- časopisi: Avtopilot (rus. Автопилот), Vlast' (rus. Власть), Den'gi (rus. Деньги), Domovoj (rus. Домовой), Ogonek (rus. Огонёк),
- radipostaja Naše radio,
- telekompanije: Pervyj kanal (rus. Первый канал), i MNVK (rus. МНВК).

Tijekom godina radiopostaja je postala vrlo popularna i počela emitirati širom Rusije, stvarajući u slušatelja predodžbu o ruskoj rock glazbi u skladu sa svojim formatom. Danas pjesme takvih grupa kao što su Agata Kristi, DDT, Alisa, Korolj i šut, Splin, BI-2, Mašina vremeni, Zemfira, Meljnica, čine osnovu liste izvođenja radiopostaje, zauzimaju visoka mjesta na top listi "Čartova djužina". Pomoću radiopostaje popularnima su postali manje poznati izvođači iz Rusije i niza drugih postsovjetskih zemalja - Ukrajine, Bjelorusije, Moldavije, Estonije, Latvije. Međutim, radiopostaju često kritiziraju jer, polazeći od specifičnih glazbenih sklonosti, odbija puštati u eter pjesme nekih više ili manje poznatih zaslužnih rock grupa, npr. naročito se spominje grupa Sektor gaza (rus. Сектор газа), time predstavljajući slušateljstvu nepotpunu sliku postsovjetskog rocka. U različito vrijeme bilo je i drugih, manje principijelnih i bitnih ignoriranja u eteru radija poprilično važnih glazbenih sastava. Tome se pribraja i konflikt s Konstantinom Kinčevim oko omota za album "Solncevorot" (rus. Солнцеворот) grupe Alisa, odsutnost iz eterá zbog sumnje u nacionalističke sklonosti grupe Graždanskaja oborona (rus. Гражданская оборона), koja je izvršila važan utjecaj na razvoj rock glazbe, te odbijanje puštanja albuma grupe Mumij Trollj "Točno Rtut' Aloe" (rus. Точно Ртуть Алоэ), osim pjesme "Nevesta?" (rus. Невеста?), zbog činjenice da je album prva pustila u eter radiopostaja Maximum.
Dne 1. veljače 2005. godine Mihail Kozyrev napušta mjesto generalnog producenta radiopostaje. Privremeno je na njegovo mjesto postavljen Mihail Zotov koji je do 2003. obnašao dužnost direktora marketinga "Logovaz News Corporation". Zatim je Zotov ostao. Nakon odlaska M. Kozyreva 2005. godine, politika radiopostaje se malo promijenila.
Svakodnevno radiopostaju sluša dva milijuna Rusa u više od 600 gradova. Svako ljeto slušatelji se okupljaju na najvećem ruskom rock festivalu "Našestvije", koji se održava od 1999. Godine 2006. festival je oborio sve rekorde, okupivši u tri dana na tri scene pod otvorenim nebom na rtu Sredizemnyj oko 120 grupa i gotovo 120 tisuća gledatelja. Sva prava pripadaju radiopostaji "Naše radio" koja neposredno sudjeluje u organizaciji festivala "Našestvije".
U listopadu 2008. godine radiopostaja je proslavila prvo desetljeće rada. Proslava se održala 11. listopada u moskovskom kazalištu "Novaja Opera". U proslavi su sudjelovali izvođači kao što su Aleksandr Vasiljev iz grupe Splin, Aleksandr Skljar, Ilja Čert, Pelageja, Svetlana Surganova, Korolj i šut, Krematorij, Smyslovyje galljucinacii, Mumij Trollj, Juta. Karte se nisu prodavale, nego se svih 600 karata podijelilo u eteru - u posebnim rubrikama emisija "ŠYzgara Šou" i "Kafe", a također u igri "Klever Klub".

## Popis emisija

### Emisije koje se emitiraju
- NAŠE utro (rus. НАШЕ утро)
- Čartova djužina
- Vtoraja smena (rus. Вторая смена)
- Rodnaja reč (rus. Родная речь)
- Ščas spoju (rus. Щас спою)
- Za scenoj (rus. За сценой)
- NAŠI novosti (rus. НАШИ новости)
- Radi sportivnogo interesa (rus. Ради спортивного интереса)
- Začet (rus. Зачет)

### Emisije koje se više ne emitiraju
- Vozduh (rus. Воздух)
- Klinika 22, 1999. – 2001.: Zaika Panjuškin i Jurij Blizoruki
- NAŠI v gorode (rus. НАШИ в городе): Andrej Kljukin
- Imena (rus. Имена)
- Konjuh Fedorov (rus. Конюх Федоров)
- Kafe (rus. Кафе)
- Istoričeskij moment (rus. Исторический момент)
- Slovarnyj zapas (rus. Словарный запас): Aleksandr Bon
- Russkj panteon. XX. Stoljeće (rus. Русский пантеон. XX век): Mihail Kožuhov
- Russkij Panteon (rus. Русский пантеон): Pavel Kartajev
- Naša geografija (rus. Наша география): Mihail Kožuhov
- Imena (rus. Имена): Pavel Kartajev
- Otdel kadrov (rus. Отдел кадров): Pavel Kartajev
- Klever Klub (rus. Клевер Клуб)
- Letopis' (rus. Летопись; povijest stvaranja albuma dijela poznatih ruskih rock grupa)
- Motologičeskije sovety (rus. Мотологические Советы): P. Molčanov i A. Minajev
- Nevterpež (rus. Невтерпёж)
- Naši černoviki (rus. Наши черновики)
- Našeradijnyje negod'ai (rus. Нашерадийные негодяи)
- Slovarnyj zapas (rus. Словарный запас)
- RоckLab s Vadimom Samojlovim i Aleksandrom Jadovym
- Rok-geroj s Vadimom Samojlovim
- Meksikanskije negodjai s Kvartetom I
- Podzemka (rus. Подземка)
- Hudsovet (rus. Худсовет)
- ŠYzgara Šou (rus. ШЫзгара Шоу): Olja Maksimova, Kolja Maklaud, Igor Panjkov, Aleksandr Bon. Emisija je zadnji put emitirana 28. svibnja 2010.[6]

## Voditelji
- Čartova djužina: Vahtang Maharadze, Pavel Kartajev
- Za scenoj: Tatjana Borisova
- NAŠI novosti: Tatjana Borisova, Sergej Ovčinnikov (Moskva). Jekaterina Kočetova (Moskva); Alena Mišina, Aleksej Petrovskij (Sankt Peterburg);
- NAŠE utro: Vahtang Maharadze, Pavel Kartajev, Svetlana Zejnalova
- Ščas spoju: Dmitrij Lenskij
- Veduščije vyhodnyh dnej (rus. Ведущие выходных дней)
- Rodnaja reč: Andrej Buharin
- Vtoraja smena: Jekaterina Sundukova, Ljudmila Streljcova
- Radi sportivnogo interesa: Vasilij Konov
- Dnevnoj efir (rus. Дневной эфир): Igor' Sedov, Dmitrij Lenskij
- Začet: Igor' Sedov

## 100 najboljih pjesamaruskog rocka20. stoljeća
Dne 31. listopada 2000. "Naše radio" objavilo je popis 100 najboljih pjesama ruskog rocka u 20. stoljeću, sastavljenom na osnovi izbora slušatelja.
1. Kino - Gruppa krovi (Кино - Группа крови)
2. DDT - Što takoje osen' (ДДТ - Что такое осень)
3. Akvarium - Gorod zolotoj (Аквариум - Город золотой)
4. Mašina vremeni - Povorot (Машина времени - Поворот)
5. Nautilus Pompilius - Posledneje pis'mo (Nautilus Pompilius - Последнее письмо)
6. Neprikasajemyje - Napoj men'a vodoj (Неприкасаемые - Напои меня водой)
7. Čajf - Nikto ne uslyšit (Oj-jo) (Чайф - Никто не услышит (Ой-йо))
8. Bravo - Doroga v oblaka (Браво - Дорога в облака)
9. Voskresenije - Kto vinovat (Воскресение - Кто виноват)
10. Alisa - Krasnoje na černom (Алиса - Красное на чёрном)
11. DDT - V poslednjuju osen' (ДДТ - В последнюю осень)
12. Kino - Zvezda po imeni Solnce (Кино - Звезда по имени Солнце)
13. Mašina vremeni - Marionetki (Машина времени - Марионетки)
14. Krematorij - Bezobraznaja Eljza (Крематорий - Безобразная Эльза)
15. Nautilus Pompilius  - Ja hoču byt' s toboj (Nautilus Pompilius - Я хочу быть с тобой)
16. Bravo - Čudesnaja strana (Браво - Чудесная страна)
17. Kino - V naših glazah (Кино - В наших глазах)
18. Voskresenije - Nočnaja ptica (Воскресение - Ночная птица)
19. Akvarium - Pojezd v ogne (Аквариум - Поезд в огне)
20. Neprikasajemyje - Belyj kolpak (Неприкасаемые - Белый колпак)
21. Mašina vremeni - Koster (Машина времени - Костёр)
22. Kino - Poslednij geroj (Кино - Последний герой)
23. DDT -Ne streljaj! (ДДТ - Не стреляй!)
24. Bravo - Vasja (Браво - Вася)
25. Splin - Orbit bez sahara (Сплин - Орбит без сахара)
26. Sekret - Privet! (Секрет - Привет!)
27. Zemfira - Arivederči (Земфира - Ариведерчи)
28. Kino - Hoču peremen (Кино - Хочу перемен!)
29. Alisa - Vse eto rok-n-roll (Алиса - Всё это рок-н-ролл)
30. Mumij Trollj - Utekaj (Мумий Тролль - Утекай)
31. Konstantin Nikoljskij - Muzykant (Константин Никольский - Музыкант)
32. Kino - Pačka sigaret (Кино - Пачка сигарет)
33. Mašina vremeni - Sinjaja ptica (Машина времени - Синяя птица)
34. Agata Kristi - Kak na vojne (Агата Кристи - Как на войне)
35. Bravo - Moskovskij bit (Браво - Московский бит)
36. Krematorij - Musornyj veter (Крематорий - Мусорный ветер)
37. DDT - Ja polučil etu rolj (ДДТ - Я получил эту роль)
38. Moraljnyj kodeks - Do svidanija, mama (Моральный кодекс - До свидания, мама!)
39. Kino - Spokojnaja noč (Кино - Спокойная ночь)
40. Čiž & Co - Perekrestok (Чиж & Co - Перекрёсток)
41. Alisa - Moje pokolenije (Алиса - Моё поколение)
42. Čajf - 17 let (Чайф - 17 лет)
43. Mašina vremeni - Ty ili ja (Машина времени - Ты или я)
44. Bravo - Želtyje botinki (Браво - Жёлтые ботинки)
45. Nogu Svelo! - Haru mamburu (Ногу Свело! - Хару мамбуру)
46. Nautilus Pompilius - Vzgljad s ekrana (Nautilus Pompilius - Взгляд с экрана)
47. Kino - Vos'miklassnica (Кино - Восьмиклассница)
48. Splin - Vyhoda net (Сплин - Выхода нет)
49. Akvarium - Starik Kozlodojev (Аквариум - Старик Козлодоев)
50. Zemfira - Počemu? (Земфира - Почему?)
51. Alisa - Trassa E-95 (Алиса - Трасса Е-95)
52. Nolj - Pesnja o nastojaščem indejce (Ноль - Песня о настоящем индейце)
53. Mongol Šuudan - Moskva (Монгол Шуудан - Москва)
54. Kino - Vojna (Кино - Война)
55. Agata Kristi - Opium dlja nikogo (Агата Кристи - Опиум для никого)
56. Mašina vremeni - Za teh, kto v more (Машина времени - За тех, кто в море)
57. Garik Sukačev - Oljga (Гарик Сукачёв - Ольга)
58. Kino - Zakroj za mnoj dver' (Кино - Закрой за мной дверь)
59. Čajf - Ne speši (Чайф - Не спеши)
60. Sekret - Alisa (Секрет - Алиса)
61. Mumij Trolly - Vladivostok-2000 (Мумий Тролль - Владивосток-2000)
62. Va-Bank - Eljdorado (Ва-БанкЪ - Эльдорадо)
63. Alisa - Vse v naših rukah (Алиса - Всё в наших руках)
64. Linda - Severnyj veter (Линда - Северный ветер)
65. Agata Kristi - Skazočnaja tajga (Агата Кристи - Сказочная тайга)
66. Bravo - Ljubite, devuški, prostyh romantikov... (Браво - Любите, девушки, простых романтиков…)
67. Mašina vremeni - Sveča (Машина времени - Свеча)
68. Krematorij - Malenjkaja devočka (so vzgljadom volčicy) (Крематорий - Маленькая девочка (со взглядом волчицы))
69. Čiž & Co - O ljubvi (Чиж & Co - О любви)
70. Vladimir Kuz'min - Kogda menja ty pozoveš (Владимир Кузьмин - Когда меня ты позовёшь)
71. Mašina vremeni - Odnaždy mir prognets'a pod nas... (Машина времени - Однажды мир прогнётся под нас…)
72. Va-Bank - Maršruty moskovskije (Ва-БанкЪ - Маршруты московские)
73. Nautilus Pompilius - Šar cveta haki (Nautilus Pompilius - Шар цвета хаки)
74. Kalinov most - Uhodili iz doma (Калинов Мост - Уходили из дома)
75. Aljans - Na zare (Альянс - На заре)
76. Konstantin Nikoljskij - Prošedšij denj (Константин Никольский - Прошедший день)
77. Nautilus Pompilius - Titanik (Nautilus Pompilius - Титаник)
78. Akvarium - Rok-n-roll mertv (Аквариум - Рок-н-ролл мёртв)
79. DDT - Ty ne odin (ДДТ - Ты не один)
80. Vopli Vidopljasova - Vesna (Воплі Відоплясова - Весна)
81. Kalinov most - Devočka letom (Калинов Мост - Девочка летом)
82. DDT - Rodina (ДДТ - Родина)
83. Nautilus Pompilius - Tutanhamon (Nautilus Pompilius - Тутанхамон)
84. AukcYon - Doroga (АукцЫон - Дорога)
85. Alisa - My vmeste (Алиса - Мы вместе)
86. Mašina vremeni - Skački (Машина времени - Скачки)
87. Megapolis - Nikogda (Мегаполис - Никогда)
88. Voskresenije - Po doroge razočarovanij (Воскресение - По дороге разочарований)
89. Garik Sukačev - Mesjac maj (Гарик Сукачёв - Месяц май)
90. Zoopark - Bugi-vugi každyj den' (Зоопарк - Буги-вуги каждый день)
91. Čajf - Argentina-Jamajka 5:0 (Чайф - Аргентина - Ямайка 5:0)
92. Ljapis Trubeckoj - V platje belom (Ляпiс Трубяцкой - В платье белом…)
93. Zvuki Mu - Dosugi-bugi (Звуки Му - Досуги-буги)
94. Nautilus Pompilius - Skovannyje odnoj cepju (Nautilus Pompilius - Скованные одной цепью)
95. Vladimir Kuz'min - Ja ne zabudu tebja nikogda (Владимир Кузьмин - Я не забуду тебя никогда)
96. Zoopark - Moja sladkaja N (Зоопарк - Моя сладкая N)
97. Nolj - Idu-kurju (Ноль - Иду-курю)
98. Bravo - Leningradskij rok-n-roll (Браво - Ленинградский рок-н-ролл)
99. Ser'Ga - A što vam nado? (СерьГа - А что нам надо?)
100. Centr - Navsegda (Центр - Навсегда)

Na popisu se nalazi najviše pjesama grupe Kino (10, zauzimaju različita mjesta, od 1-og do 58-og). Grupi Mašina vremeni pripada 9 pjesama. Po 7 pjesama imaju grupe Nautilus Pompilius (jedna se nalazi na 5-om mjestu) i Bravo. Na popisu se nalazi 6 pjesama grupa DDT (jedna je na drugom mjestu) i Alisa.